# Sabri Essid
Sabri Essid, de son nom de guerre Abou Doujanah, est un terroriste islamiste franco-tunisien né en 1984, originaire de la région toulousaine. Membre de la filière d'Artigat, il est connu des services de police pour sa radicalisation précoce et son lien familial avec Mohammed Merah. Faisant partie des Français partis faire le djihad en Syrie, il est annoncé mort en 2018. Il est le premier Français poursuivi pour crime de génocide, du fait de son implication présumée dans la campagne de l'État islamique visant à exterminer les Yézidis.

## Biographie

### Enfance
Sabri Essid grandit dans le quartier des Izards à Toulouse chez sa mère. Il se radicalise très jeune avec le soutien de Fabien Clain, son mentor. Il tient régulièrement un étal religieux au marché de Toulouse faisant le prosélytisme de sa vision rigoriste de l'Islam avec l'aide de Fabien Clain et de ses jeunes radicalisés. Il va d'ailleurs être logé chez ce dernier dans le quartier Bellefontaine à partir de ses 16 ans. Sa mère témoigne de l'influence subie par Sabri Essid et de ses références fréquentes au djihad et à la religion. Sabri Essid rendait souvent visite à Olivier Corel, considéré comme un guide spirituel, à Artigat.

### Premier départ en Syrie

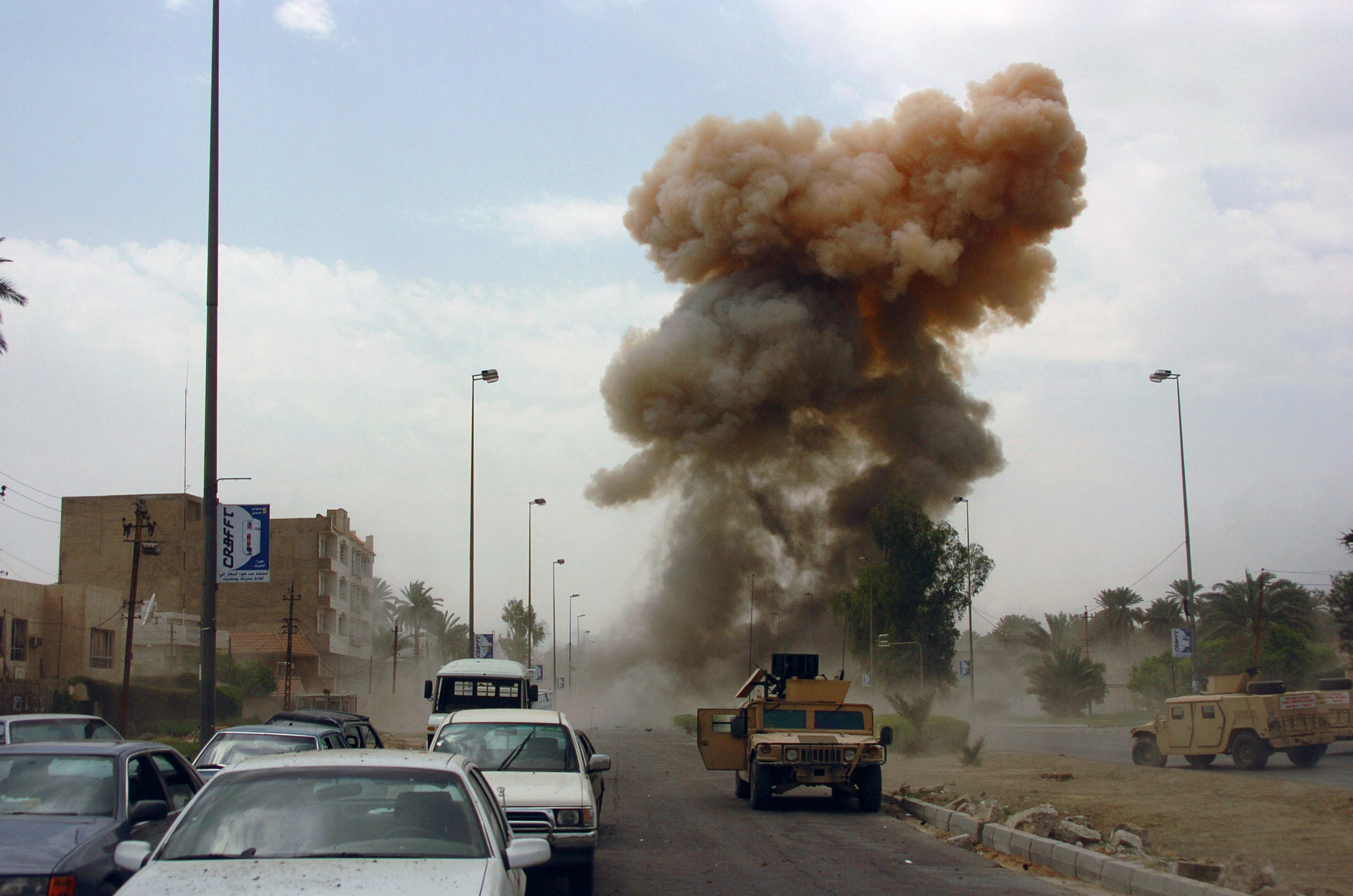
Guerre d'Irak de 2003-2011, à laquelle Sabri Essid et ses complices tentent de participer du côté des insurgés.

En avril 2005, la police soupçonne Sabri Essid de préparer un attentat contre le consulat des États-Unis à Lyon et deux supermarchés à Toulouse, à la suite de dénonciations anonymes. Il n'est toutefois pas poursuivi, faute de preuve. 
En 2006, Sabri Essid part en Syrie avec Thomas Barnouin en direction de l'Irak dans le but de rejoindre Al-Qaïda pour combattre la présence américaine. Ils sont arrêtés à la frontière irakienne par les autorités syriennes le 12 décembre 2006. Ils sont remis à la France le 13 février 2007 puis jugés par le TGI de Paris en 2009 avec l'ensemble de la filière d'Artigat à la tête duquel était Olivier Corel. Il est reconnu coupable par la 14e chambre du tribunal correctionnel de Paris du chef d'association de malfaiteur en vue de la préparation d'un acte terroriste et écope de cinq ans de prison dont un an de sursis, assortis d'une mise à l'épreuve de trois ans et de l'obligation de se soumettre à un stage de citoyenneté d'une semaine. Il sera libéré en juillet 2011 et suivi de près par la DGSI depuis,. Il occupe alors un emploi de grutier.

### Liens avec Mohammed Merah
En 2010, le père de Sabri Essid se marie religieusement avec la mère de Mohammed Merah, les deux apprentis terroristes deviennent donc beaux-frères. Ils se rapprochent en habitant le même quartier à Bellefontaine. Sabri Essid devient le mentor de Merah qu'il prend sous son aile, et il influence aussi grandement Abdelkader Merah, qui déclare lors de son procès : « Lorsque Sabri Essid est venu dans le quartier avec la barbe, les cheveux longs, habits traditionnels mais avec une belle voiture, ils nous a montré que l’islam n’était pas cantonné à la maison. Que l'on pouvait vivre sa vie et être musulman. Quand il est venu, toutes les mosquées étaient bondées. C’est sûr qu’à partir de là je me suis investi. Il m’a donné une belle image de l’islam. ». 
Du 22 octobre 2011 au 19 mars 2012, lui et Mohammed Merah se téléphonent à 63 reprises. À la suite des attentats perpétrés à Toulouse et Montauban en mars 2012, lors desquels Mohammed Merah tue sept personnes dont trois enfants dans une école juive, le tueur au scooter est abattu par le RAID. Sabri Essid organise les funérailles de son beau-frère, louant son geste.

### Second départ en Syrie et mort présumée

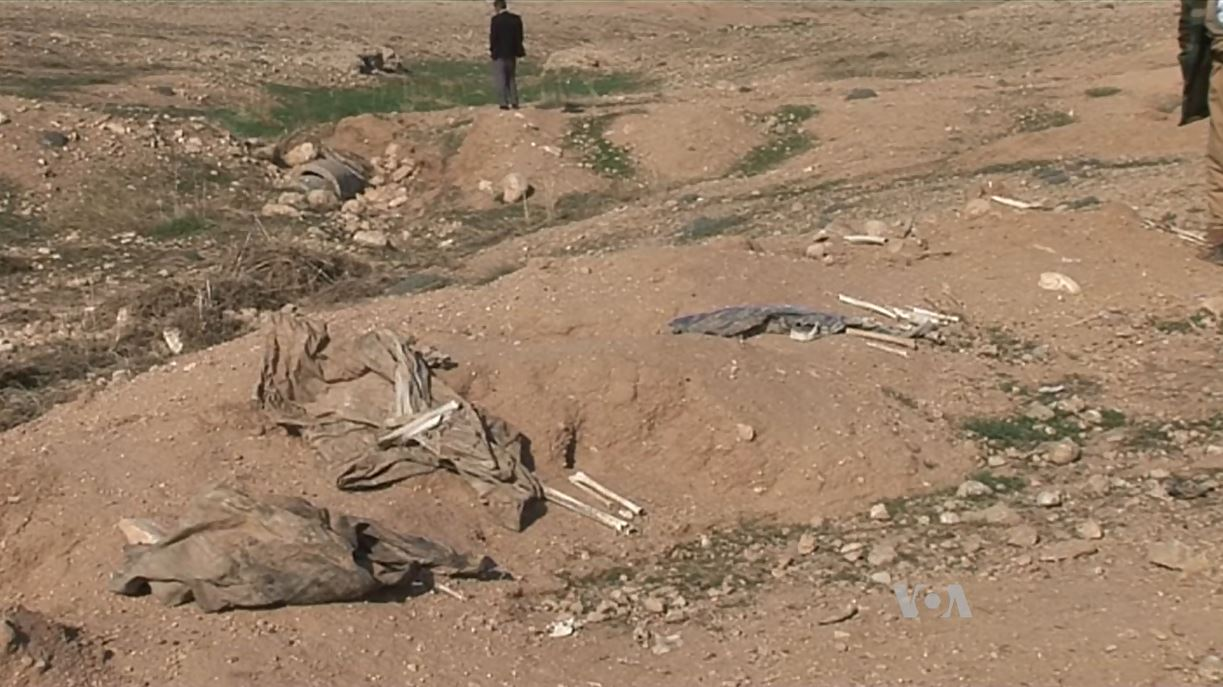
Des corps de Yézédis exhumés d'une fosse commue, en décembre 2015.

En avril 2014, Sabri Essid rejoint l'État islamique en Syrie avec son épouse et ses quatre enfants, dont un fils dont il n'est pas le père. Il est notamment soupçonné d'avoir participé aux massacres contre les Yézidis. Dans une vidéo de l'organisation datant de 2015, on le voit avec son beau-fils. Ce dernier âgé de 12 ans est filmé lorsqu'il exécute un prisonnier arabe israélien prétendu être un espion du Mossad. Début 2018, il est annoncé mort par l'EI, ayant sauté sur une mine selon l'organisation. Le renseignement français affirme cependant qu'il a été exécuté par l'organisation djihadiste.
En 2022, sa femme et ses enfants sont rapatriés en France.

## Poursuites pour génocide
Le parquet national antiterroriste a chargé des juges d'instruction d'enquêter sur des soupçons de crimes contre l'humanité et de crime de génocide contre les Yézédis concernant Sabri Essid qui se seraient déroulés entre 2014 et 2016. La justice l'accuse d'avoir participé aux massacres et à « la politique d'élimination et de réduction en esclavage de la minorité yézidie en Irak », suivant les témoignages de six captives réduites en esclavage. Les djihadistes ont envahi le mont Sinjar à partir de l'été 2014, exécutant systématiquement les hommes et les femmes âgées, tandis que les plus jeunes femmes et filles étaient vendues en tant qu'esclaves sexuelles.
En octobre 2024, en l'absence de preuve scientifique de sa mort, la justice française ordonne le procès de Sabri Essid en son absence pour génocide et crime contre l'humanité. Il est ainsi accusé de viol et esclavage sur quatre femmes et leurs sept enfants, entre 2014 et 2016. Pour les juges d'instruction « les actes matériels que Sabri Essid a commis étaient en cohérence totale avec son adhésion à la politique génocidaire de l’État islamique qui légitimait l’achat et la revente de femmes et d’enfants yézidis, leur enfermement, leur réduction à un statut servile et les nombreux viols commis à leur encontre ».